# Став-Ноаковський-Кольонія
Став-Ноаковський-Кольонія (пол. Staw Noakowski-Kolonia) — село в Польщі, у гміні Неліш Замойського повіту Люблінського воєводства.
Населення — 204 особи (2011).
У 1975-1998 роках село належало до Замойського воєводства.

## Демографія
Демографічна структура станом на 31 березня 2011 року:
|          | Загалом | Допрацездатний вік | Працездатний вік | Постпрацездатний вік |
| -------- | ------- | ------------------ | ---------------- | -------------------- |
| Чоловіки | 112     | 27                 | 72               | 13                   |
| Жінки    | 92      | 17                 | 46               | 29                   |
| Разом    | 204     | 44                 | 118              | 42                   |